# Walter Reichert (Politiker)
Walter Reichert (* 16. November 1884 in Veitsberg/Sachsen-Weimar-Eisenach; † nach 1971) war ein deutscher Pädagoge und Politiker (CDU) in Bremen. Er war Mitglied der Bremischen Bürgerschaft.

## Biografie

### Ausbildung und Beruf
Nach dem Schulbesuch mit Abschluss der Mittleren Reife absolvierte er zunächst eine Ausbildung am Lehrerseminar zum Volksschullehrer, 1920–1927 dann Studium und Promotion zum Dr. phil.; seit 1931 Schulleiter einer Volksschule, im April 1936 nach eigenen Angaben „aus politischen Gründen“ als Rektor abgelöst, aber weiter als Volksschullehrer beschäftigt.
Im April 1948 war er Dozent für Philosophie und Pädagogik an der Pädagogischen Hochschule Bremen, seit April 1951 an der Bremer Remberti-Schule wieder als Lehrer tätig. 1971 ist er nach Rheda verzogen.

### Politik
Reichert war seit Mai 1937 Mitglied in der NSDAP sowie von 1933 bis 1935 in der SA-Reserve, von 1933 bis 1945 im Nationalsozialistischen Lehrerbund und von 1934 bis 1945 in der Nationalsozialistischen Volkswohlfahrt. Von August 1939 bis 1945 war zudem in der sog. Polizeireserve, eingesetzt im Polizeischuldienst. Im September 1947 wurde er in Minden als „entlastet“ entnazifiziert.
Er war von Oktober bis Dezember 1959 und von Juni bis September 1963 für die CDU Mitglied der Bremischen Bürgerschaft.